# Nove guarnigioni (dinastia Ming)

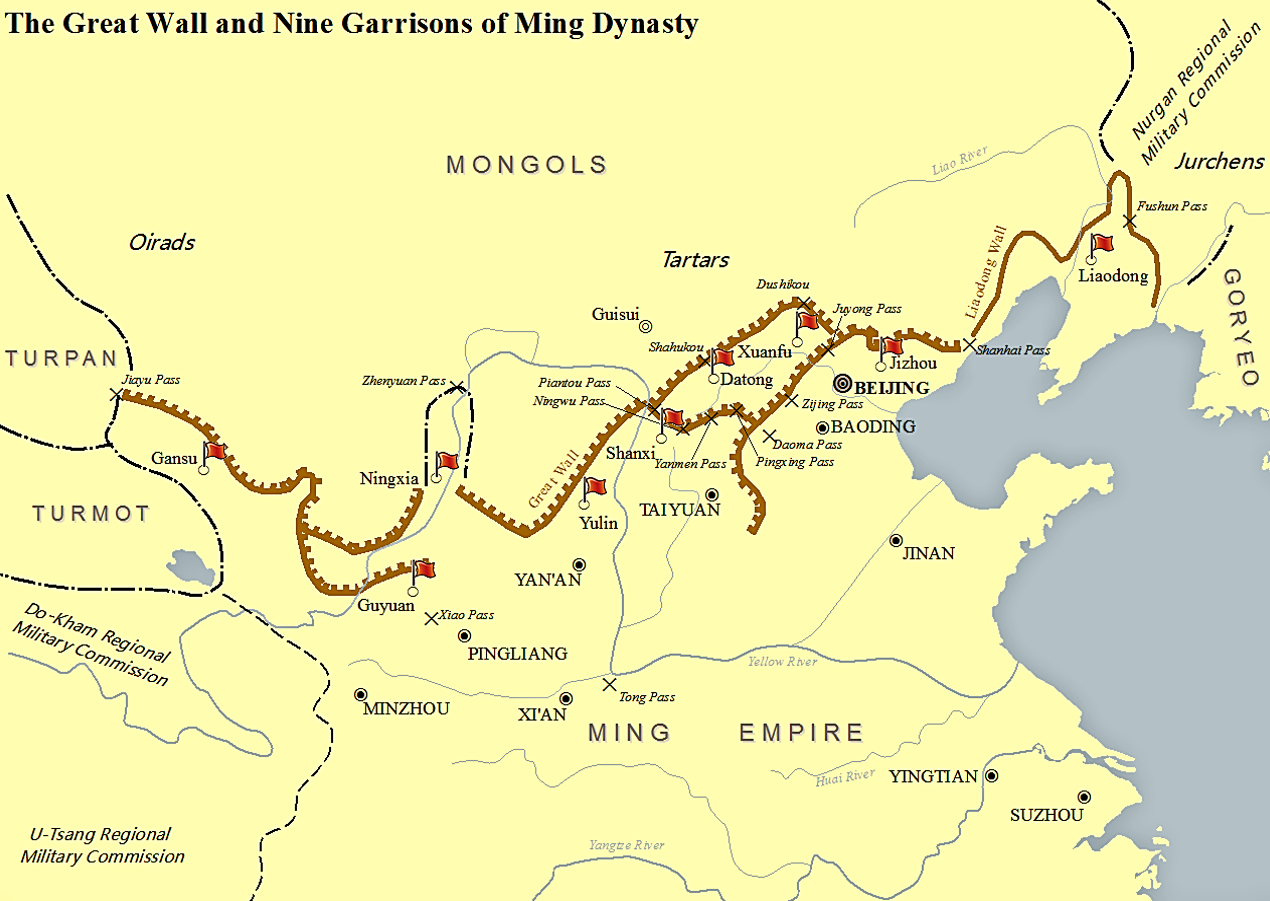
Mappa della Grande muraglia cinese e delle Nove guarnigioni della dinastia Ming.

Le nove guarnigioni (九边S, jiubianP o 九镇S, jiuzhenP), erano guarnigioni militari lungo la Grande muraglia cinese creata dalla dinastia Ming, durante il regno dell'imperatore Hongzhi, tra il 1487 e il 1505.

## Lista
- Guarnigione di Liaoyang (辽东镇S, Liaodong zhenP), fondata intorno al 1442.[1]
- Guarnigione di Ji (蓟镇S, Ji zhenP), o Guarnigione di Jizhou (蓟州镇S, Jizhou zhenP)
- Guarnigione di Xuanfu (宣府镇S, Xuanfu zhenP)
- Guarnigione di Datong (大同镇S, Datong zhenP)
- Guarnigione di Taiyuan (太原镇S, Taiyuan zhenP) anche Guarnigione di Shanxi (山西镇S, Shanxi zhenP) o Guarnigione di Sanguan (三关镇S, Sanguan zhenP)
- Guarnigione di Yansui (延绥镇S, Yansui zhenP) o Guarnigione di Yulin (榆林镇S, Yulin zhenP)
- Guarnigione di Ningxia (宁夏镇S, Ningxia zhenP)
- Guarnigione di Guyuan (固原镇S, Guyuan zhenP) o Guarnigione di Shaanxi (陕西镇S, Shaanxi zhenP)
- Guarnigione di Gansu (甘肃镇S, Gansu zhenP)

## Struttura delle guarnigioni
Le guarnigioni erano subordinate a tre comandanti, i cosiddetti generali Jiliao, Xuanda e Shaanxi Sanbian. I nomi di questi generali derivavano dalle rispettive guarnigioni sotto il loro comando: il "generale Jiliao" controllava Liaodong, Jizhen, Changzhen e Zhenbao; il "generale Xuanda" controllava Xuanfu, Datong e Taiyuan; e il "generale Shaanxi Sanbian" controllava le guarnigioni Yansui, Ningxia, Guyuan e Gansu. Sotto il loro comando c'era una rete finemente realizzata di gradi militari inferiori. Gli alti ufficiali erano reclutati tra la nobiltà e l'alto rango militare, l'amministratore cittadino della rispettiva città di guarnigione era un civile.
Il comandante della guarnigione (zhenshou) era al di sopra di vari sotto-comandanti (fenshou) a cui riportavano i comandanti delle singole fortezze (shou bei). La catena di comando si estendeva dal capitano della truppa (Zongbing), il suo vice (Fu zongbing) e altri ranghi al singolo soldato. Un totale di circa 300.000 soldati e ufficiali furono schierati nelle guarnigioni.

## Gli edifici della guarnigione

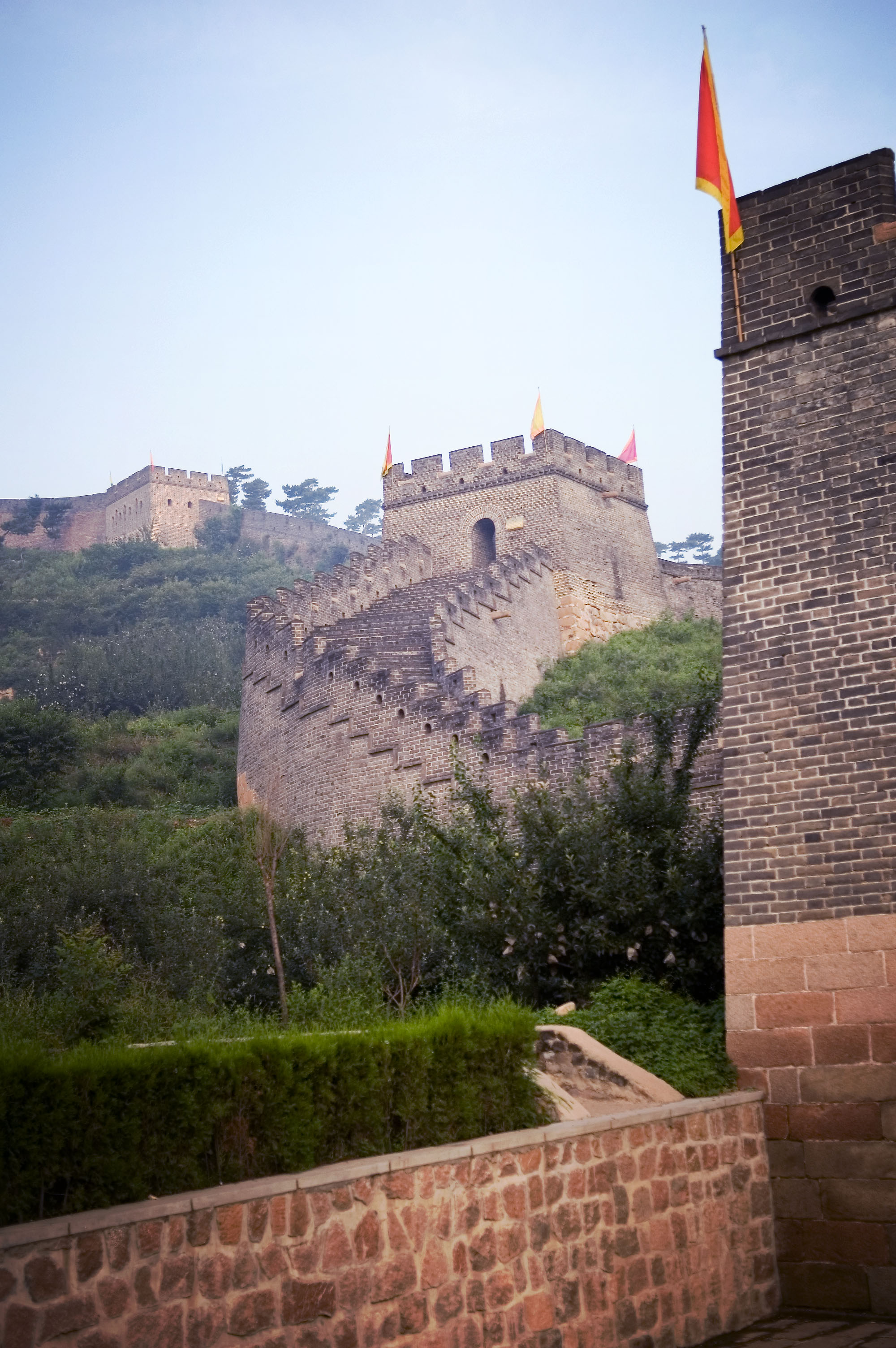
La Grande muraglia cinese a Shanhaiguan.

I quartier generali nelle città di guarnigione fortificate, in quanto rango superiore della struttura difensiva, amministravano un sistema di sotto-unità (Lu) di dimensioni variabili a seconda della situazione. Consistevano in un sistema di fortezze di valico, castelli, torri di avvistamento e di segnalazione e altre strutture difensive: es. la guarnigione Ji era subordinata alla sub-unità Shanhailu che comprendeva le fortezze del passo di Shanhaiguan, Nanhaikouguan, Nanshuiguan e la sua torre di guardia, Hanmenguan, Beishuiguan e la sua torre di guardia, Jiaoshanguan, Sandaoguan e Sieryuguan.
Gli edifici e le strutture militari all'interno o sul muro erano costruiti in modo altrettanto chiaro come il sistema delle truppe. Di particolare importanza erano le fortezze di valico, in ragione della loro particolare posizione strategica. Erano costruiti su punti facilmente difendibili come cime di colline o montagne, scogliere, anse dei fiumi e dentro o vicino a burroni e valli strette. Alcune erano già in uso prima dei Ming e furono da loro implementate o, come nel caso degli Yanmenguan, trasferiti e ricostruiti. In caso di attacco o altra emergenza militare, qui soggiornavano i generali e comandanti militari d'alto rango.